# Mezerana
Mezerana (em árabe: مزغنة) é uma comuna localizada na província de Médéa, Argélia. De acordo com o censo de 2008, a população total da cidade era de 6 202 habitantes.